# 국제관계연구
국제관계연구는 고려대학교 부설 일민국제관계연구원에서 발행하는 학술저널이다. 1996년 'IRI Review'라는 제목으로 창간되어 2003년 '국제관계연구'라는 이름으로 개칭하였으며, 2008년에는 영문 저널명을 'Journal of International Politics'로 개칭하였다. 국제관계연구는 매년 여름호과 겨울호로 연 2회 발간되며, 2010년 한국연구재단 등재지로 선정되었다. 국제관계연구는 국제정치학에 관련된 다양한 분야의 논문을 다루고 있으며, 국제 정치 이론, 국제 분쟁, 국제 기구, 국제 경제, 안보, 통일, 남북 관계 등의 다양한 세부 주제들이 포함된다.

## 발행정보
- 발행인  :  김성한
- 편집인  :  이재승
- 출판사  :  오름출판사
- 발행주기  :  연 2회 (여름호, 겨울호)

## 편집위원
- 편집고문  : 한승주(고려대)
- 편집위원  :  구본학(한림국제대학원대학), 김도태(충북대), 문경연(전북대), 박노형(고려대), 박철희(서울대), 유현석(경희대), 이근(서울대), 이내영(고려대), 이동선(고려대), 이신화(고려대), 이재승(고려대), 이정민(연세대), 정서용(고려대), 조한승(단국대), 최대석(이화여대), 최태욱(한림국제대학원대학), 현인택(고려대), 홍규덕(숙명여대)

Amitav Acharya(Institute of Defense and Strategic Studies, Singapore), David C. Kang(Dartmouth College), Dingli Shen(Fudan University), Gilbert Rozman(Princeton University), Katharine H.S. Moon(Wellesley College), Lai To Lee(National University of Singapore), Masao Okonogi(Keio University), Miranda Schreurs(University of Maryland), Samuel S. Kim(Columbia University), Scott A. Snyder(CSIS), Victor Cha(Georgetown University), Yoshihide Soeya(Keio University)

## 수록논문리스트
- 국제관계연구 논문데이터베이스 보관됨 2017-02-02 - 웨이백 머신